# Hubert Fabigan
Hubert Karl Fabigan (* 17. November 1908 in Wien; † 2. Mai 1995 in Linz) war ein nationalsozialistischer Funktionär.

## Leben
Fabigan trat zum 1. April 1929 der NSDAP bei (Mitgliedsnummer 86.769). Bis 1938 lebte er in Wien und ging dann nach Mitteldeutschland, wo er Bannführer der Hitler-Jugend im Gebiet Mittelelbe wurde und der SA beitrat. 1939 erfolgte seine Beförderung zum Oberbannführer und seine Ernennung zum Leiter der Abteilung für weltanschauliche Schulung. 1942 wurde Fabigan in die NSDAP-Gauleitung Magdeburg-Anhalt berufen, wo er Hauptabschnittsleiter wurde. Im Mai 1943 wurde er als Kreisleiter der NSDAP in Zerbst eingesetzt. Ab Oktober 1944 erfolgte sein Einsatz in Deventer, Niederlande.

## Ehrungen
- Goldenes Ehrenzeichen der NSDAP